# عبدالله عبدولاييف
عبدالله عبدولاييف (1 سبتمبر 1997 في أوزبكستان - ) هو لاعب كرة قدم أوزبكستاني يلعب كلاعب وسط يلعب في باختاكور طشقند ومنتخب آوزبكستان.
لعب سابقاً في عدة أندية أوزبكية أشهرها باختاكور طشقند وبونيودكور واجمك اف سي ونادي خورفكان الإماراتي.

## روابط خارجية
عبدالله عبدولاييف على موقع قاعدة بيانات كرة القدم.إي يو (الإنجليزية)
- عبدالله عبدولاييف على موقع ناشيونال فوتبول تيمز (الإنجليزية)
- عبدالله عبدولاييف على موقع Soccerway.com (الإنجليزية)
- عبدالله عبدولاييف على موقع عالم كرة القدم.نت (الإنجليزية)
- عبدالله عبدولاييف على موقع GSA (الإنجليزية)